# Staffordshire Police
Staffordshire Police – brytyjska formacja policyjna, pełniąca funkcję policji terytorialnej na obszarze hrabstwa ceremonialnego Staffordshire. Według stanu na 31 marca 2012, służba liczy 1948 funkcjonariuszy. 

## Galeria

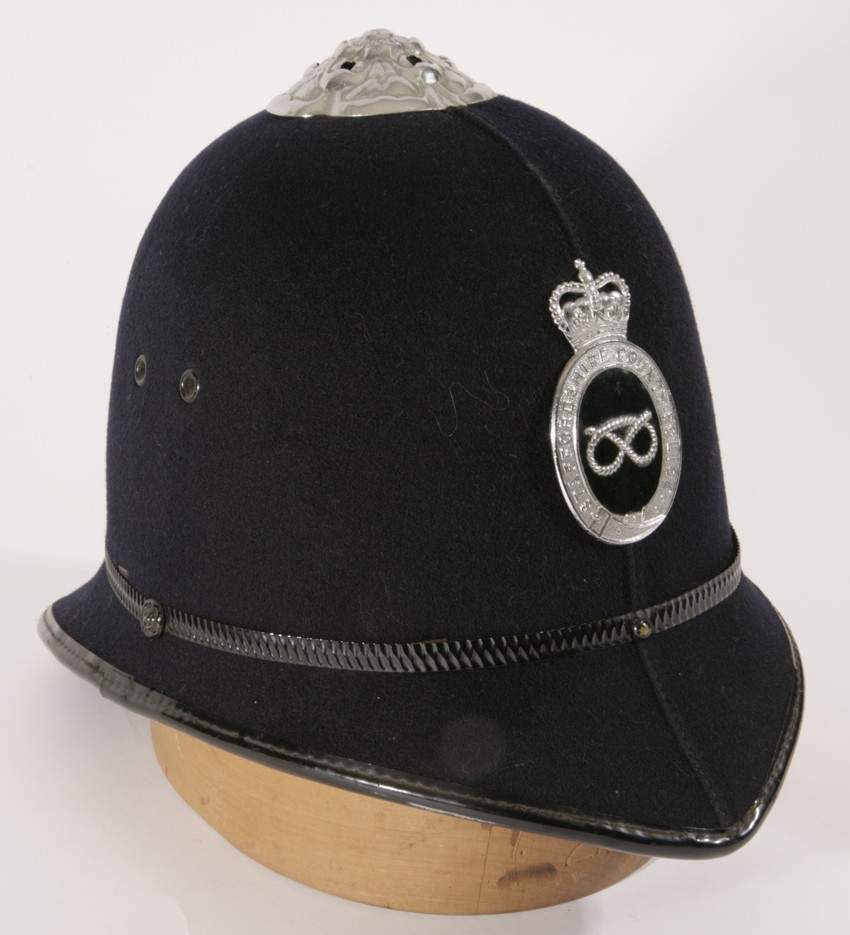
Hełm patrolowy z emblematem Staffordshire Police
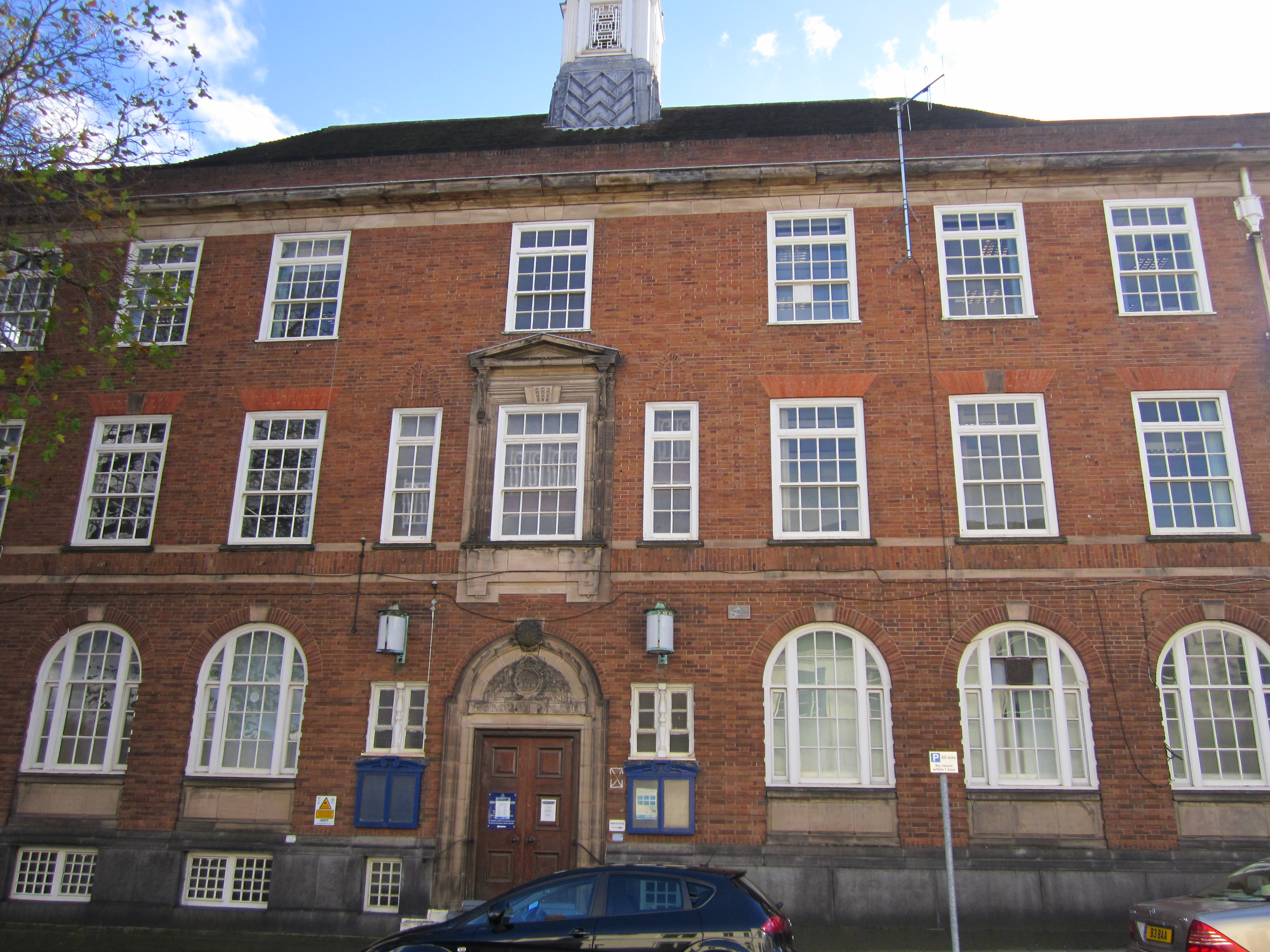
Posterunek w Newcastle-under-Lyme